# Ken Erics
Ekenedilichukwu Ugochukwu conocido profesionalmente como Ken Erics Ugo o simplemente Ken Erics es un actor, escritor, músico ocasional y productor de cine y televisión nigeriano. Es conocido popularmente por su papel de Ugo en la película 'The Illiterate' junto a Tonto Dikeh y Yul Edochie.

## Biografía
Erics nació en el Estado de Kano, noroeste de Nigeria, el 28 de febrero de 1985 y es el sexto de siete hijos de Eric Chukwuemeka Nwenweh y Grace Ifeyinwa Nwenweh, ambos de Enugwu-Ukwu en el estado de Anambra, sureste de Nigeria. Él es de ascendencia igbo. Tuvo su educación primaria en Binta Mustapha Science Nursery and Primary School, en Kano, y la secundaria en Dennis Memorial Grammar School (DMGS) Onitsha, en el estado de Anambra. Cuando era niño, mostró interés por las artes, y posteriormente fue admitido en la Universidad Nnamdi Azikiwe Awka, en el estado de Anambra, donde se graduó con un título en Artes Teatrales. También tiene una maestría en estudios de Teatro y Cine.

## Carrera profesional
En 2001, siendo aún estudiante universitario, consiguió su primer papel cinematográfico, en la película 'Holy Prostitute', dirigida por Chris Urbano, donde desempeñó un papel menor como médico. Tras terminar sus estudios universitarios comenzó a asistir a audiciones y consiguió algunos otros cameos en películas. Sin embargo, su interpretación de "Ugo" en "El analfabeto" en 2012 lo hizo conocido por el público y le abrió más oportunidades en la industria cinematográfica nigeriana.
Como escritor, publicó por primera vez la obra "Cell 2" la cual se ha utilizado en Nigeria para producciones teatrales y con fines académicos a nivel universitario.
Como cantante y músico ocasional, ha estado involucrado en la producción de varias bandas sonoras originales de películas.
En 2014, ganó el premio al Mejor Actor de Reparto en el City People Entertainment Award, así como en la categoría Mejor Actor Protagónico en los Premios Afrifimo en los Estados Unidos. En 2015, obtuvo nuevamente un premio City People Entertainment, en esa ocasión en la categoría Mejor Actor Protagónico.
En los City People Entertainment Awards 2017 resultó ganador como Mejor Actor del Año y también fue nominado a los Golden Movie Awards en 2018 como Mejor Actor de Reparto.
En diciembre de 2018, lanzó su primer sencillo musical Inozikwa Omee.

## Filmografía
Películas
| Año  | Título              | Personaje       | Director                          | Notas                                                               |
| ---- | ------------------- | --------------- | --------------------------------- | ------------------------------------------------------------------- |
| 2002 | Holy Prostitute     | Doctor          | Chris Ubani                       | Cameo                                                               |
| 2006 | Silence of the gods | Onyegbula       | Teco Benson                       |                                                                     |
| 2007 | Eran and Erak       | Oliver          | Theodore Anyanji                  | Largometraje                                                        |
| 2010 | Evil intention      | Santos          | Ugezu j Ugezu                     | Largometraje                                                        |
| 2011 | Gold not Silver     | Nwokolo         | Tchidi Chikere                    | Largometraje                                                        |
| 2011 | A Better Tomorrow   | Izu             | Michael JaJa                      | Largometraje                                                        |
| 2011 | Days of Gloom       | Izu             | Michael JaJa                      | Largometraje junto a John Dumelo, Olu Jacobs y Chioma Chukwuka      |
| 2012 | The Illiterate      | Ugo             | Silvester Madu                    | Largometraje                                                        |
| 2013 | Release me oh Lord  | Osita           | Ifeanyi Ogbonna                   | Largometraje                                                        |
| 2014 | Father Muonso       | Father Elijah   | Vincent De Anointed               | Largometraje                                                        |
| 2014 | Burning Bridges     | Louis           | Okechukwu Oku                     | Largometraje                                                        |
| 2014 | Sugarcane           | Azuka           | Obinna Ukeze                      | Largometraje                                                        |
| 2015 | Trials of Igho      | Igho            | Chris Eneaji                      | Protagonista                                                        |
| 2015 | Echoes of Love      | Prince          | Ugezu j Ugezu                     | Largometraje                                                        |
| 2015 | Omalicham           | Jeremiah        | Ugezu j Ugezu                     | Largometraje                                                        |
| 2016 | Almost Perfect      | Nonso           | Desmond Elliot                    | Largometraje                                                        |
| 2016 | Within these walls  | Francis         | Uche Jombo                        | Largometraje                                                        |
| 2016 | Valerie             | Joe             | Taiwo Shittu                      | Largometraje                                                        |
| 2016 | The Vengeance       | Jeff            | Goodnews Erico Isika              | Largometraje                                                        |
| 2016 | Okafor's Law        | Chuks A.k.A Fox | Omoni Oboli                       | Junto a Blossom a Chukwujekwu, Richard Mofe Damijo, Omoni Oboli     |
| 2017 | Crossed Path        | Jesse           | Frank Rajah Arase                 | Junto a Okawa Shaznay, Frank Artus & Emem Inwang                    |
| 2017 | What Lies Within    | Brian           | Vanessa Nzediegwu                 | Largometraje junto con Michelle Dede, Tope Tedela, Kiki Omeili      |
| 2017 | Omugwo              | Raymond         | Kunle Afolayan                    | Largometraje junto con Patience Ozokwo, Ayo Adesanya, Omowunmi Dada |
| 2017 | Body Language       | Lancelot        | Moses Inwang                      | Junto con Ramsey Nouah, Tana Adelana                                |
| 2017 | The Bridge          | Augustine       | Kunle Afolayan                    | Largometraje junto a Chidinma Ekile, Demola, Adedoyin, Zach Orji    |
| 2017 | Fate of Amanda      |                 |                                   |                                                                     |
| 2018 | You Are My Light    | Samson          | Vincent D Anointed                | Producido por Ken Erics junto a Yvonne Jegede, Ebele Okaro          |
| 2019 | Love Melody         | Obiora          | Ability Tagbo                     | Producido por Ken Erics junto con Rachael Okonkwo                   |
| 2019 | Ordinary Fellows    | Ekene           | Lorenzo Menakaya y Ikenna Aniekwe | Producido porWale Ojo, Chiwetalu Agu ySomadina Adinma               |

Televisión
| Año  | Título      | Personaje | Director      | Notas |
| ---- | ----------- | --------- | ------------- | ----- |
| 2005 | Webs        |           | Livinus Otteh | Serie |
| 2015 | Growing Old | Chidi     | Chris Eneaji  | Serie |

Teatro
| Título                       | Personaje     | Escritor         |
| ---------------------------- | ------------- | ---------------- |
| Hopes of the Living Dead     | Hacourt Whyte | Ola Rotimi       |
| Trials of Oba Ovoramnwen     | Cónsul        | Ola Rotimi       |
| Hangmen Also Die             | R.I.P         | Esiaba Irobi     |
| Childe International         | Jefe          | Wole Soyinka     |
| Everyman                     | Everyman      | Obotunde Ijimere |
| Grip Am                      | Ise           | Ola Rotimi       |
| Gold, Frankincense and Myrrh | Prof Ogun     | Esiaba Irobi     |

## Vida privada
En marzo de 2019, anunció que se divorciaría de su esposa, Onyi Adada.